# مبارك الفاضل
مبارك عبد الله الفاضل المهدي سياسي واقتصادي سوداني، ورئيس حزب الأمة - الإصلاح والتجديد

## النشأة
ولد مبارك الفاضل عام 1950 بالخرطوم ، وهو من أبناء اسرة المهدي صاحبة الزعامة الدينية والسياسية في السودان (حزب الأمة)

## التعليم
درس الأولية والوسطى والثانوية بمدارس كمبوني
درس الثانوية العامة الكلية الوطنية - لبنان
الجامعة الأمريكية ببيروت
جامعة شيلر - أمريكا 

## الحياة السياسية
أتهم بالمشاركة مع الصادق المهدي في محاولة للانقلاب على الرئيس السوداني السابق جعفر نميري 
أنتخب نائبا برلمانيا عن دائرة تندلتي بالنيل الأبيض عام 1986
في عام 1991نظم مع الرئيس الاسبق للولايات المتحدة الأمريكية جيمي كارتر ندوة دولية تناولت الوضع السياسي بالسودان
أسس في عام 2002 حزب الامة الإصلاح والتجديد وهو حزب منشق من حزب الأمة
أعلن العودة إلى حزب الأمة في مطلع عام 2010 وترشح للانتخابات الرئاسية وإنسحب منها 

## المناصب الحكومية والوزارية
وزيرالصناعة 1986-1988
وزير الاقتصاد والصناعة ووزير التعدين 1988-1989
وزير الداخلية 1989
مساعد رئيس الجمهورية 2002-2004